# Specie di Megadictynidae
Di seguito sono descritte tutte le specie della famiglia di ragni Megadictynidae note a luglio 2017

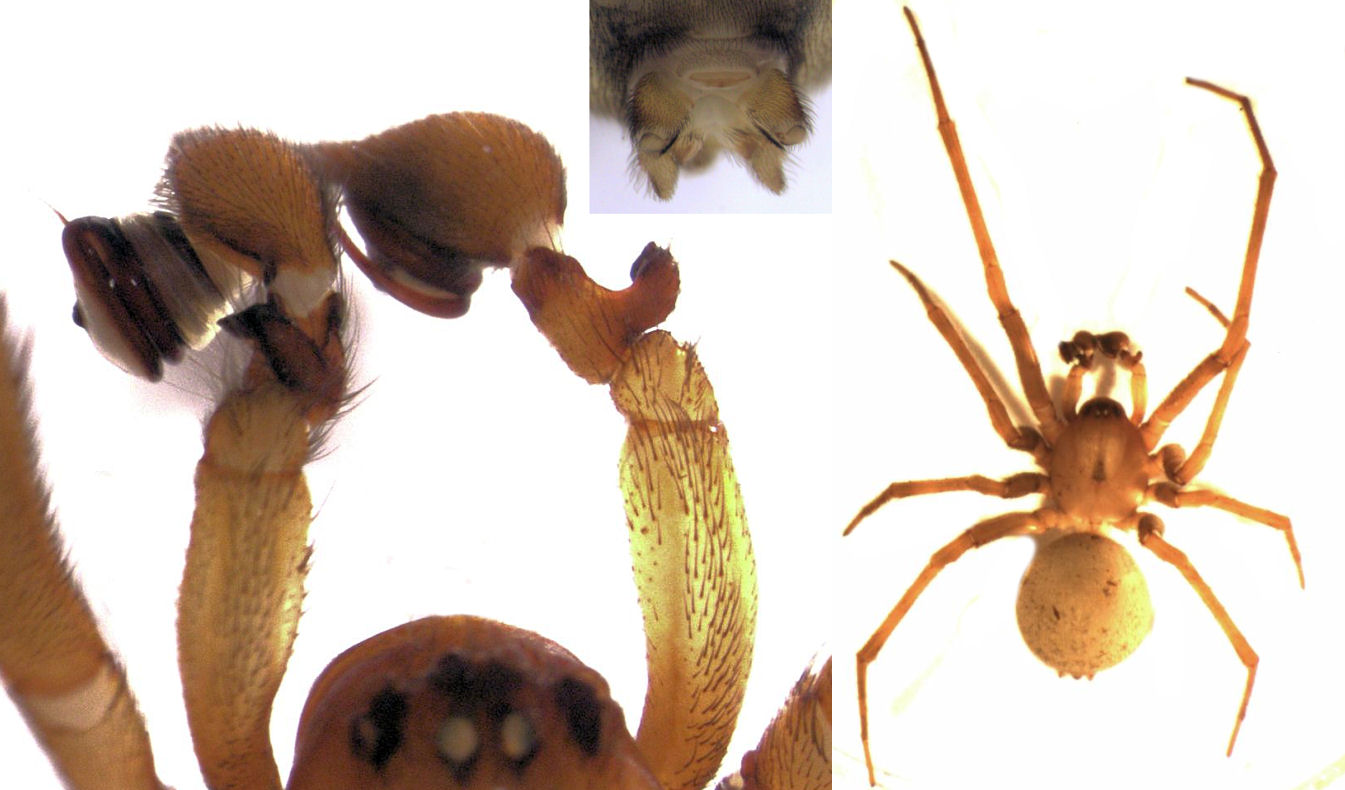
Megadictyna thilenii, maschio

## Forstertyna
Forstertyna Harvey, 1995
- Forstertyna marplesi (Forster, 1970) - Nuova Zelanda

## Megadictyna
Megadictyna Dahl, 1906
- Megadictyna thilenii Dahl, 1906  - Nuova Zelanda